# NGC 6312
NGC 6312 este o galaxie situată în constelația Hercule. A fost descoperită în 25 iulie 1879 de către Édouard Stephan⁠(d).